# Xestia rhaetica
Xestia rhaetica là một loài bướm đêm thuộc họ Noctuidae. Loài này hiện diện ở miền bắc châu Âu, miền trung Fennoscandia, miền bắc Nga và xa về phía đông đến vùng Xibia. Loài này cũng có ở dãy núi Tatra và rừng Bohemia. Ở vùng Anpơ, loài này được tìm thấy ở độ cao khoảng giữa 1.000 và 2.500 mét nhưng ở miền bắc châu Âu thì chúng có ở vùng đất thấp ngang mực nước biển. Loài này cũng có ở miền Tân bắc, bao gồm New York.
Sải cánh dài 38–45 mm. Con trưởng thành cất cánh từ tháng 7 đến tháng 8 làm một đợt.
Ấu trùng chủ yếu ăn việt quất quả đen.

## Phân loài
- Xestia rhaetica rhaetica (Staudinger, 1871) – Anpơ (trừ vùng phía bắc)
- Xestia rhaetica norica – Bắc Anpơ (Áo), Tatra
- Xestia rhaetica homogena (McDunnough 1921) (bao gồm conditoides)